# Стармер, Уильям Вудинг
Уильям Вудинг Стармер (англ. William Wooding Starmer; 4 ноября 1866, Веллингборо — 27 октября 1927) — британский музыковед и композитор.

## Биография
Окончил Королевскую академию музыки, ученик Т. О. Маттея (фортепиано), Чарлза Стеголла (орган) и Джорджа Макфаррена (композиция). В дальнейшем в 1906 г. был избран членом Академии.
С 1888 г. на протяжении двух десятилетий органист и хормейстер церкви Святого Марка в городе Танбридж-Уэллс. Затем профессор Бирмингемского университета. Считался крупнейшим специалистом по изучению колоколов, автором первого систематического подхода к их музыкальным свойствам и, в частности, к использованию в качестве музыкального инструмента.
Автор хоровой, вокальной и органной музыки. Написал ряд статей для Музыкального словаря Гроува. Учеником Стармера был в отрочестве композитор Алан Буш.